# Minna
Minna er en by i det centrale Nigeria, beliggende 150 kilometer nordvest for Abuja. Den er administrativ hovedby for delstaten Niger og har omkring 304.113 indbyggere (2007).
Minna er et administrations- og handelscentrum med nogen småindustri. Bomuld, durra og ingefær er de vigtigste landbrugsprodukter i området. Andra erhverv er ejendomshandel, brygning, sheanødsforædling og brydning af guld. Blandt traditionelle erhverv er læderarbejde, metalsløjd og vævning. Siden 1983 har der været en teknisk højskole. Byen har vejforbindelse til nærliggende byer som Abuja og jernbaneforbindelse til Kano i nord og Ibadan og Lagos mod syd. Staden har også en flyveplads.
Arkæologiske fund som dateres til at være mellem 36.000 og 47.000 år gamle er fundet i området. Via handelsveje over Sahara har Minna været under indflydelse af muslimsk kultur, hvor der er mange moskéer

## Eksterne kilder og henvisninger
- Om Minna på Store Norske Leksikon

9°36′N 6°33′Ø / 9.600°N 6.550°Ø